# Sociaal-Liberale Partij
Sociaal-Liberale Partij (Partit Social-Liberal) va ser un partit flamenc, d'esquerres i regionalista, sorgit el 2001 a conseqüència de la escissió del partit històric Volksunie. Aleshores va prendre el nom de SPIRIT (Sociaal Progressief Internationaal Regionalistisch Integraal-democratisch Toekomstgericht, social, progressiu, internacional, regionalista, integraldemocràtic am visió cap al futur) fins a abril 2008, que va adoptar el de VlaamsProgressieven, però el primer de gener de 2009 va tornar al nom original de Sociaal-Liberale Partij. Es presentà en coalició amb el Socialistische Partij Anders a les eleccions legislatives belgues de 2003 i 2007, així com a les eleccions regionals belgues de 2004, on va obtenir dos diputats al Parlament flamenc. El 2009 s'integra a Groen!, els verds de Flandes, i continua existint com una associació independent.